# 李宜琛
李宜琛（1910年—1966年），别号子珍，福建省建瓯县水吉镇（今属建阳市）人，中华民国法学家。

## 生平
李宜琛生于1910年农历二月初二。早年他就读于采用四二制的北京师范大学附属中学，四二制即前四年为初中阶段的基础学习，后二年是为上大学作准备的分科学习。16岁时，李宜琛尚未念后二年的情况下便考入了国立北平大学。起初他有志于文学创作，后来受父亲影响而改学法律。1930年，李宜琛从该校毕业获学士学位。
1931年，他留学日本早稻田大学法学部大学院，师从该校法学部教研室教授、法学博士中村万吉。1934年归国后，他任国立北平大学法商学院教授，主讲民法、商法、外国法制史等课，并兼任河北法商学院教授。1937年，他随国立北平大学迁往西安，后随着该校的建制变化而先后任教于国立西安临时大学法商学院、国立西北联合大学法商学院、国立西北大学法商学院。后来他还兼任教育部抗战教育委员会专任委员。1942年，他离开该大学，从该大学所在的陕南城固到了重庆。1943年，他正式调入重庆，任教育部所属国立编译馆社会组主任，并兼任复旦大学教授。
抗日战争胜利后，1945年他回到北平，任律师，同时兼任朝阳大学教授，讲授民法物权，并兼任天津法商学院教授，在这两所学校兼任直至1949年。任律师期间，他接办了许多著名案件。1947年，他在金壁辉案中，受国民政府指派任辩护律师，同其他辩护律师丁作韶、李朋三等共同为金壁辉辩护。他还曾在张洁清的伯父案、马连良案、李万春案等汉奸案件充任辩护律师。此外，他还当选为第一届国民大会代表，北平市参议会参议员。他还是北平的航空公司的法律顾问。
1949年北平和平解放后，他认为自己所在的北平市参议会属于起义单位，故自己属于起义人员，根据政策可以来去自由，所以他没有去台湾。但到1949年4月，人民政府怀疑他是陈立夫留下的潜伏人员。中国人民解放军北平市军事管制委员会遂将其以历史反革命的罪名逮捕，后送交北京市公安局所属清河农场管训，其理由为：（一）曾任伪国大代表，（二）曾任金壁辉案的辩护律师。在接受管训期间，他在农场文教大队负责编写教育犯人的文艺作品，并且在农场公安干部的职工业余学校内担任语文教师。因表现较好，1954年他被提前结束管训，1956年恢复政治权利，后来他回到北京。
在李宜琛刚刚接受管训时，朝阳大学曾给他发函，希望他到朝阳大学工作，但他因受管训而无法回函。待恢复自由后，朝阳大学已经在中国高等院校院系调整中消失。他因而失去了任教的机会。作为一名无固定职业者，李宜琛为了获得生活来源，自1956年至1966年，主要从事翻译工作，并给全国政协撰写文史资料。在此期间，他曾翻译过日本法学家撰写的《中国法制史》，但受外部环境影响而未能出版，译稿交给法律出版社后下落不明。
1966年文化大革命开始后，他因前述历史问题而被遣送回原籍福建省水吉镇，交由本家亲属看管。其间，他曾回到北京探望妻儿，但未能返回北京定居。
1976年，李宜琛在福州病逝，享年66岁。

## 著作
- 李宜琛，民法要论总则，北平：著者书店，1932年9月
- 李宜琛，现行物权法论，北平：好望书店，1933年9月
- 李宜琛、民國民法に於ける典權の研究、『早稻田法學第拾四巻』 早稻田大學法學會、昭和十年二月十五日（1935）行
- 李宜琛，婚姻法与婚姻问题，重庆：正中书局，1944年5月
- 李宜琛，民法总则（部定大学用书），重庆：国立编译馆，1943年12月
- 李宜琛，现行亲属法论（部定大学用书），重庆：商务印书馆，1944年2月
- 李宜琛，现行继承法论（部定大学用书），重庆：商务印书馆，1944年9月
- 李宜琛，日尔曼法概说，重庆：商务印书馆，1943年4月

## 家庭
- 父：李兆年，中央文史研究馆馆员
- 妻：吴金玉，1937年10月在西安同李宜琛结婚
  - 子：李大诚，1938年生，曾任首都经贸大学教授、会计系主任，北京市人民政府参事，中国会计学会理事，北京市东城区政协委员。
  - 女：李欣（原名李大美）[1]